# آلبینا کلمندی
آلبینا کلمندی (به انگلیسی: Albina Kelmendi) (زاده ۲۷ ژانویهٔ ۱۹۹۸) خواننده و ترانه‌سرا کوزوو-آلبانیایی است.
او نماینده آلبانی در یوروویژن ۲۰۲۳ است.